# 1484
سنة 1484 كانت سنة كبيسة تبدأ يوم الخميس (الرابط يظهر نموذج التقويم الكامل للسنة) من التقويم اليولياني.

## أحداث
- نهاية حرب فيرارا في 1484 والتي بدأت في 1482.

## مواليد
- بيدرو ماسكارينهاس
- جوليوس سكاليجر فيلسوف إيطالي
- يواكيم الأول

## وفيات
- سيكستوس الرابع